# Batalla de Gao
La batalla de Gao tuvo lugar entre el Movimiento Nacional para la Liberación del Azawad (MNLA) y el islamista Movimiento para la Unicidad y la Yihad en África Occidental (MUYAO), junto a su aliado Ansar Dine, teniendo lugar en Gao, al norte de Malí, entre el 26 y 27 de junio de 2012. El 28 de junio de 2012, Gao, Tombuctú y Kidal, las tres mayores ciudades de la región secesionista de Azawad dentro de lo que es el terrotio reconocido de Malí, pasaron a estar bajo el control de Ansar Dine y sus aliados islamistas. 
Dos días más tarde, partes del sitio patrimonio de la humanidad de Tombuctú comenzaron a ser destruidas, entre la condena de la UNESCO, la Organización para la Cooperación Islámica, Malí y Francia. Esto fue seguido de la crítica regional e internacional, sugiriendo la CEDEAO la posibilidad de enviar una fuerza armada de intervención en el país. Además, la Corte Penal Internacional, tras la denominación de estos actos por el Gobierno de Malí como de "crímenes de guerra", afirmó que podría tratarse efectivamente de un crimen de guerra. Mientras el MNLA también criticaba a los islamistas por secuestrar civiles y destruir diferentes elementos del patrimonio, Ansar Dine, afirmó que la destrucción era consecuencia de la violación de la Sharia y en reacción a la clasificación por la UNESCO de los sitios de Tombuctú y Gao como "en peligro".

## Contexto
Siguiendo anteriores rebeliones tuareg y tras la guerra de Libia de 2011, a comienzos del 2012 el MNLA y diferentes movimientos islamistas tomaron el norte de Malí. Tras el éxito de la ofensiva militar, comenzaron las tensiones entre el MNLA y los movimientos islamistas en relación con la utilización e imposición de la Sharia en el territorio controlado. Los choques entre ambos grupos comenzaron tras el fracaso en un intento de fusionarse, a pesar de haber firmado un acuerdo para repartir el poder. EL 25 de junio, el movimiento islamista Ansar Dine tomó control de la ciudad de Kidal.
Las protestas comenzaron el 26 de junio en la ciudad de Gao, donde la población mayoritaria no es tuareg (en contraposición con el MNLA) sino grupos étnicos subsaharianos como songhay y fulani. Los manifestantes se oponían a los rebeldes tuareg y la partición de Malí. Dos fueron asesinados como consecuencia de las protestas, supuestamente por tropas del MNLA. Los protestantes utilizaron banderas tanto malienses como islamistas y France 24 informó que muchos pobladores locales apoyaban a los islamistas como consecuencia de su oposición a los nacionalistas tuareg y a la secesión del Azawad.

## Batalla
Los combates comenzaron en la mañana del 26 de junio, utilizando ambos bandos armamento pesado. El Secretario General del MNLA Bilal Ag Acherif fue herido en el ataque. Tras ser zafado de la lucha, fue posteriormente llevado a un hospital en la capital de Burkina Faso, Uagadugú. El Coronel Bouna Ag Tahib, desertor del Ejército de Malí, fue muerto. El Movimiento para la Unicidad y la Yihad en África Occidental tomó pronto el control del Palacio del Gobernador en Gao, así como la residencia de Ag Acherif. Un portavoz del MUYAO afirmó que 40 combatientes del MNLA habrían sido hechos prisioneros.
El Vicepresidente del MNLA, Mahamadou Djeri Maïga, reconoció que habían perdido el control de la ciudad pero dijo que la lucha continuaría. Solicitó ayuda internacional contra Al-Qaeda en el Magreb Islámico (AQMI), quien afirmó era responsable del ataque. Al día siguiente las fuerzas del MNLA fueron expulsadas de la ciudad. Dos vídeos emitidos por AFP mostraron la bandera negra de la yihad así como a varios grupos gritando "Larga Vida a Malí" y cantando el himno nacional de Malí, respectivamente.
El canal de televisión argelino Ennahar TV informó que Mokhtar Belmokhtar, miembro fundador de AQMI, habría sido probablemente asesinado durante la batalla. Un recuento de 20 muertos en la batalla fue posteriormente revisado por médicos, quienes añadieron al número los muertos encontrados en el Río Níger y los heridos que perecieron como consecuencia de sus heridas. Se afirmó que treinta combatientes argelinos más habrían llegado a la ciudad el 29 de junio para apoyar a AQMI y que su líder Mokhtar Belmokhtar estaría buscando mantener el control de la ciudad.

### Reacciones
El Jefe de Seguridad para Gao de Ansar Dine, Oumar Ould Hamaha, dijo que el grupo controlaba la región e impondría la Sharia.

Nuestros combatientes controlan el perímetro. Nosotros controlamos Tombuctú. Controlamos Gao completamente. Es Ansar Dine quien gobierna el norte de Malí. Ahora tenemos todas las posibilidades de aplicar la Sharia. La Sharia no requiere de una votación mayoritaria. No es la democracia. Es la ley divina que fue fijada por Dios para ser seguida por sus esclavos. El cien por cien del norte de Malí es musulmán, e incluso si no fuera así, debe adaptarse a ello.

El portavoz del MNLA basado en París, Moussa Ag Assarid, afirmó que aunque el grupo había perdido terreno en las grandes ciudades, "controla el 90% del Azawad."
El 26 de junio de 2012, la Tumba de Askia, que había sido incluida en la lista de Patrimonio de la Humanidad de la UNESCO, fue clasificada por UNESCO como "en peligro" tras la crisis de Malí y el temor al daño de "importantes manuscritos antiguos" que podrían ser "saqueados o robados por personas sin escrúpulos". Dos días después, la misma clasificación de peligro fue realizada en relación con Tombuctú. Un comunicado de Comité del Patrimonio de la Humanidad también estableció una "demanda a los vecinos de Malí para hacer todo lo que estuviera en su poder para evitar el tráfico de objetos culturales de estos sitios".
La CEDEAO mantuvo un encuentro posteriormente, el 29 de junio, en la capital de Costa de Marfil, Yamoussoukro, con el objeto de trabajar en la concreción de "medidas adicionales para evitar que las cosas en Malí fueran peor", de acuerdo al Presidente anfitrión Alassane Ouattara. El encuentro fue atendido por el mediador para la crisis de Malí tras el golpe de Estado, el presidente de Burkina Faso Blaise Compaore, así como el presidente de Níger Mahamadou Issoufou y el primer ministro interino maliense Cheick Modibo Diarra. Se esperaba que el grupo realizara un llamamiento a negociar a todos los movimientos en el Azawad, así como una continuación de sus planes de formar una fuerza de intervención militar de 3.300 miembros para invadir la zona.

### Secuelas
El 2 de julio se informó que Al-Qaeda en el Magreb Islámico, junto con sus aliados, habría minado la periferia de la ciudad. El portavoz del MNLA, Mossa Ag Attaher, dijo que AQMI estaría "utilizando a la población como rehenes, como escudos humanos para protegerse frente a un contraataque del MNLA... Muchas personas están intentando escapar, para tomar el autobús e ir a Bamako, pero los islamistas se lo impiden".
El 3 de julio, el MUYAO liberó a 25 prisioneros del MNLA que habían sido capturados durante la batalla para mostrar que "estaban allí por la paz", tras serle solicitado esto por Iyag Ag Ghaly. Al mismo tiempo, el presidente guineano Alpha Condé dijo que una intervención militar de la CEDEAO sería dirigida contra los islamistas y no contra el MNLA.

## Captura de Tombuctú
Al día siguiente, se informó que Ansar Dine había tomado el control de Tombuctú tras la asunción por parte de los combatientes del MNLA de la fecha límite para dejar la ciudad. Los residentes confirmaron que el MNLA no seguía estando presente, confirmando los movimientos islamistas el control sobre toda la región norteña maliense del Azawad.